# Formiguer gorjablanc
El formiguer gorjablanc (Oneillornis salvini) és una espècie d'ocell de la família dels psitàcids (Thamnophilidae) que rep en diverses llengües el nom de "formiguer gorjablanc" (Anglès: White-throated Antbird. Espanyol: Hormiguero gorgiblanco). Habita la selva humida de l'est del Perú, nord de Bolívia i oest del Brasil.